# زبان یهودی-کاشانی
یهودی-کاشانی گویشی از زبان‌های ایران مرکزی است که توسط کلیمیان کاشان در مرکز ایران صحبت می‌شود. این گویش، گویش کهن مردم این شهر بوده‌است و امروزه میان نسل مسن‌تر مهاجران کلیمی در مناطقی چون اسرائیل و آمریکای شمالی زنده مانده‌است. با این حال، در روستاهای ناحیه کاشان گویشی مشابه توسط مسلمانان استفاده می‌شود که گویش کلیمیان شهر کاشان در مواردی همچون واژگان و صرف و نحو با گویش روستایی ناحیه کاشمان تفاوت دارد به شکلی که در این موارد تأثیرپذیری بیشتری از پارسی نشان می‌دهد و جز این، گویش کلیمیان کاشان شباهت بیشتری به گویش‌های کلیمیان شهرهای دیگر، به خصوص اصفهان، دارد.

## واج‌شناسی
واج‌های این گویش مشابی پارسی مدرن است.

## شناسه
| مضارع اخباری | اول شخص مفرد     | دوم شخص مفرد | سوم شخص مفرد | اول شخص جمع | دوم شخص جمع | سوم شخص جمع |
| شناسه        | ـُم /om/, ان /ɒn/ | ـِه /e/       | و /u/        | یم /im/     | ید /id/     | ـِند /end/   |

## ضمائر شخصی

### ضمائر شخصی منفصل
- مو(ن) /mu/ / /mu/
- تو /tu/
- اُوی /ovi/ / اِوی /evi/
- هاما /hɒmɒ/
- شوما /ʃumɒ/ /  شِما /ʃemɒ/
- ایاها /iɒhɒ/ / (او)یاها /jɒhɒ/ ,/ujɒhɒ/

### ضمائر شخصی متصل
| مضارع اخباری | اول شخص مفرد | دوم شخص مفرد | سوم شخص مفرد | اول شخص جمع | دوم شخص جمع | سوم شخص جمع |
| شناسه        | م /m/        | د /d/        | ش /ʃ/        | مون /mun/   | دون /dun/   | شون /ʃun/   |

## نمونه واژه‌ها
- زون /zun/ («دان»، «بن مضاع فعلی به معنی دانستن»)
- زوماد /zumɒd̪/ («داماد»)
- اِسبِه /esbe/ («سگ»)
- پور /puɾ/ («پسر»)
- آویر /ɒviɾ/ («باردار»)
- بِر /beɾ/ («در»، «درب»)
- اَبی abē («باز، دوباره»، «دیگر»)
- یِدا /jed̪ɒ/ («جدا»)
- یا /jɒ/ («جا»)
- وایوز /vɒ-juz/ («بن مضارع فعلی به معنی جستجو کردن، جستن»)
- جَن /dʒæn/ («زن»)
- جَنده /dʒænd̪e/ («زنده»)
- روج /rudʒ/ («روز»)
- سوج /sudʒ/ («سوز»، «بن مضارع فعلی به معنی سوختن»)
- پِج /pedʒ/ («پز»، «بن مضارع فعلی به معنی پختن»)
- واج /vɒdʒ/ («گو»، «بن مضارع فعلی به معنی گفتن»)
- واجار /vɒdʒɒɾ/ («بازار»)